# ان‌جی‌سی ۵۸۸
ان‌جی‌سی ۵۸۸ (انگلیسی: NGC 588) یک سحابی پراکنده یونیزه برجسته و غول پیکر H II است که در حومه بازوهای مارپیچی کهکشان مسیه ۳۳، در صورت فلکی مثلث قرار دارد.

این سحابی در ۲ اکتبر ۱۸۶۱ میلادی توسط ستاره شناس آلمانی-دانمارکی هاینریش لویی داره کشف شد.